# パパラッチ (2004年の映画)
『パパラッチ』（原題：Paparazzi）は、2004年制作のアメリカ合衆国の映画。
タイトル通り、パパラッチをテーマにしたサスペンス・スリラー映画である。メル・ギブソンがプロデュースしている（兼・カメオ出演）。1997年のダイアナ妃のパリでの交通事故死を強く意識した映画になっている。

## あらすじ
主演したアクション映画が大ヒットし、一躍スターダムになったボー・ララミーは、妻アビーと息子ザックと共に新しく購入した豪邸で生活を始めた。
しかしその日から、ボーは家族共々パパラッチの格好の標的にされてしまい、挙げ句の果ては挑発に乗ってカメラマンに暴行を加えてしまう。
名うてのパパラッチとして知られるレックスは、ボーに謝罪と莫大な和解金を要求してくる。それを突っぱねたボーに対してレックスは次々と卑劣な嫌がらせを行ない、ついにはアビーとザックが負傷してしまう。
ボーは自らの誇りをかけて、レックスを含めた4人に怒りの反撃を開始するが、事件の真相を追う刑事にも疑惑をもたれる。

## キャスト
| 役名                   | 俳優                                                | 日本語吹替   |
| ---------------------- | --------------------------------------------------- | ------------ |
| ボー・ララミー         | コール・ハウザー                                    | 家中宏       |
| アビー・ララミー       | ロビン・タニー                                      | 魏涼子       |
| レックス・ハーパー     | トム・サイズモア                                    | 大塚芳忠     |
| バートン警部           | デニス・ファリーナ                                  | 佐々木勝彦   |
| ウェンデル・ストークス | ダニエル・ボールドウィン                            | 遠藤純一     |
| ケヴィン               | ケヴィン・ゲイジ                                    | 木村雅史     |
| レナード               | トム・ホランダー                                    | 多田野曜平   |
| ピザ配達人             | クリス・ロック                                      | 伊丸岡篤     |
| ハンソン医師           | クライド・クサツ                                    | ふくまつ進紗 |
| ウィルソン刑事         | ドナル・ギブソン                                    | 木村雅史     |
| マーシー               | フェイ・マスターソン                                |              |
| 売店の女性             | ケリー・カールソン                                  |              |
|                        | メル・ギブソン （カメオ出演、クレジットなし）       |              |
|                        | マシュー・マコノヒー （カメオ出演、クレジットなし） | 太田哲治     |
|                        | ヴィンス・ヴォーン （カメオ出演、クレジットなし）   | 落合弘治     |

その他、加藤沙織、泉裕子、大浦冬華、松岡大介、森夏姫、松浦チエ、田坂浩樹